# NGC 5001
NGC 5001 هو مجرة حلزونية ضلعية تقع في كوكبة الدب الأكبر. ولها تصنيف SB في تصنيف المجرات.  اكتشفها جون هيرشيل في 1 أيار / مايو عام 1831. وتقع على مسافة 130 مليون من فرسخ فلكي عن الأرض.